# A1 Verlag
Der A1 Verlag war ein in seiner letzten Form seit 1990 bestehender, unabhängiger Buchverlag mit dem Schwerpunkt internationale Belletristik und Sachbuch. Der Verlagssitz war München. Seit Februar 2017 befindet sich der Verlag in Liquidation.

## Vorgänger
Vorgänger des A1 Verlags war der so genannte Aktionsraum 1, eine Fabrikhalle, in der von 1969 bis 1970 mehrere bildende Künstler (u. a. Brus, Dibbets, Fabro, Gerz, Höke, Nitsch, HA Schult, Penone) an ihren Werken arbeiteten.
1971 wurde zunächst die A1 Informationen Verlagsgesellschaft GmbH gegründet, unter deren Dach Konzepte für pädagogische Unterrichtsmodelle entworfen wurden. In der hauseigenen Druckerei wurden erste Bücher, Zeitungen, Zeitschriften und Plakate produziert.

## Verlagsgründung und Programm
Albert Völkmann, Inge Holzheimer und Herbert Woyke gründeten 1990 den eigentlichen A1 Verlag. Das Programm folgte einer überwiegend belletristisch-literarischen Ausrichtung. Zu den ersten Autoren gehörten Adel Karasholi und Galsan Tschinag, die als ausländische Autoren in deutscher Sprache schreiben. Beide erhielten 1992 den Adelbert-von-Chamisso-Preis. Seit Mitte der 1990er Jahre ist A1 auch der Hausverlag des deutschen Schriftstellers Günter Herburger.
Ergänzt wurde das Verlagsprogramm Mitte der 1990er Jahre durch die inzwischen abgeschlossene, von 1995 bis 2000 in Zusammenarbeit mit der Monacensia (dem Literaturarchiv der Stadt München) veröffentlichte Reihe monAkzente, eine Folge von Begleitbänden zu literarischen Ausstellungen, u. a. über Gert Hofmann, Max Mohr oder Grete Weil.
1998 gelang dem Verlag mit dem Buch Die weiße Massai von Corinne Hofmann ein internationaler Bestseller, der in dreißig Sprachen übersetzt wurde.
Eine wesentliche Säule des Verlags bildet eine Reihe von international anerkannten Schriftstellern und Poeten. Zu diesen gehören unter anderem José Eduardo Agualusa (Angola), Dilip Chitre (Indien), Mahmoud Darwish (Palästina), Mohammed Hanif (Pakistan), Thomas King (Kanada), Ray Loriga (Spanien), Kiran Nagarkar (Indien), Ngũgĩ wa Thiong’o (Kenia), Ivan Vladislavić (Südafrika).